# Caza de superioridad aérea

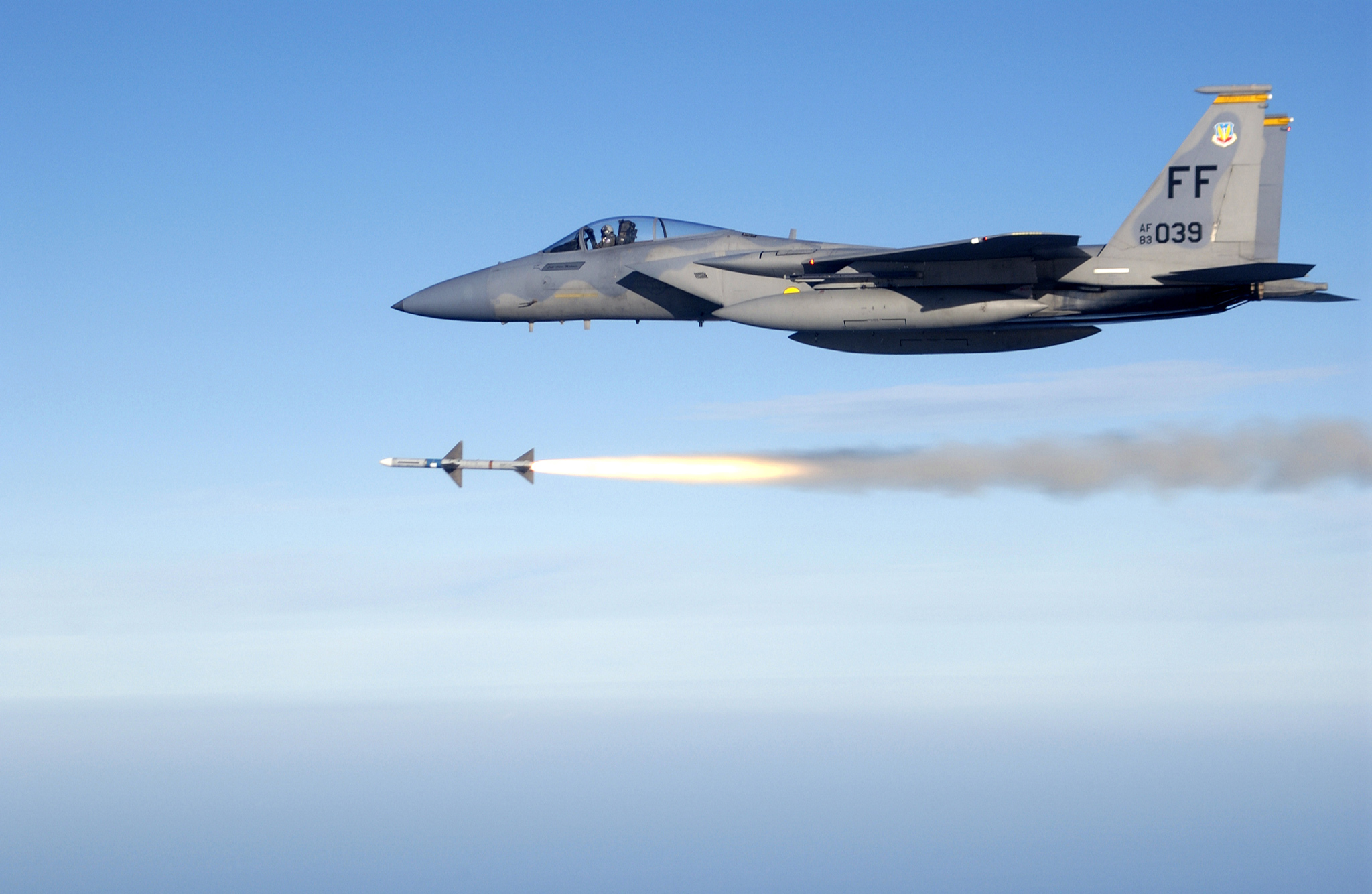
McDonnell Douglas F-15C Eagle de la USAF disparando un misil AIM-7 Sparrow.

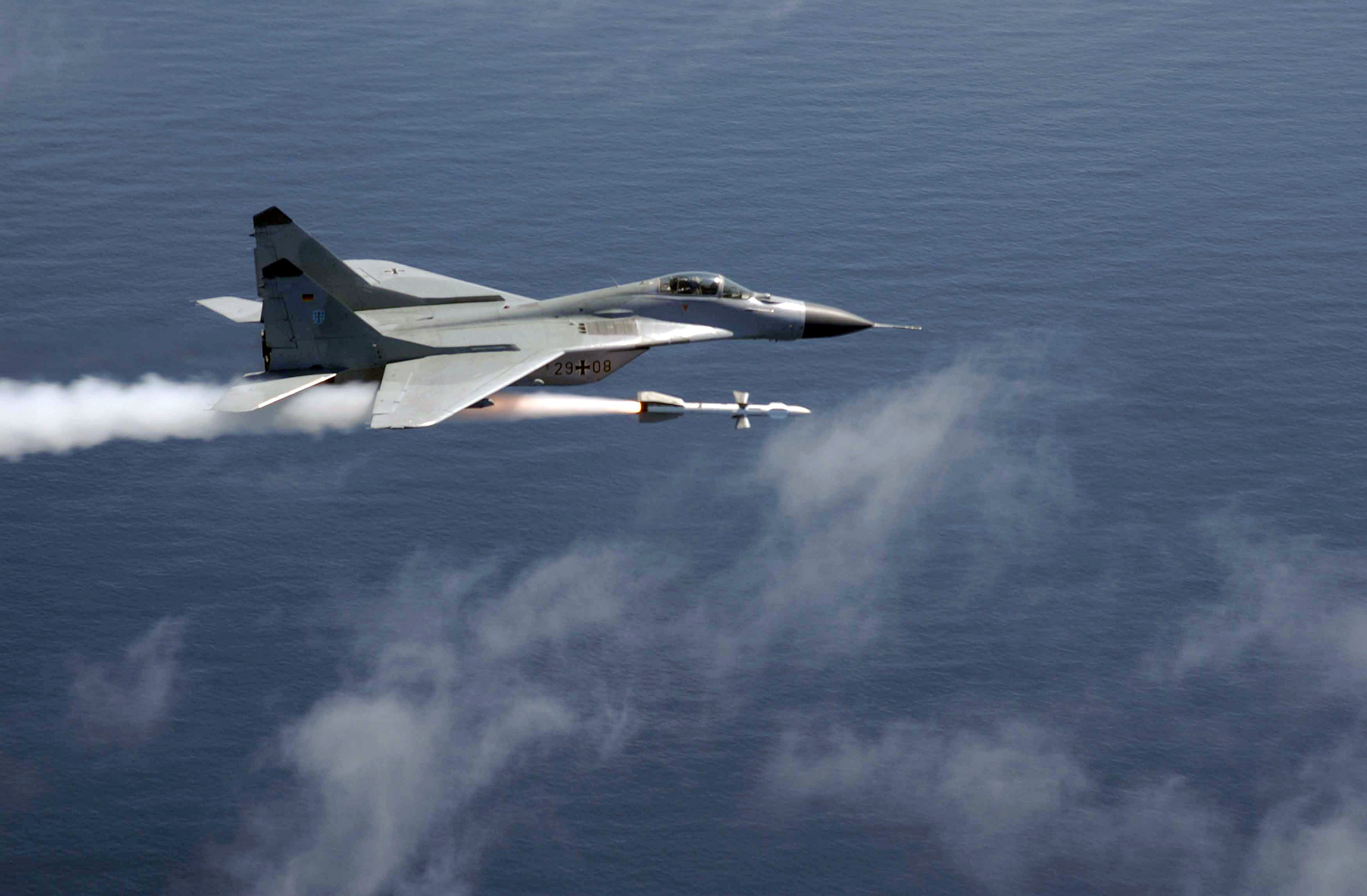
Mikoyan MiG-29 disparando un misil Vympel R-27.

Un caza de superioridad aérea es un tipo de avión de caza destinado a entrar y tomar el control en el espacio aéreo enemigo. Los cazas de superioridad aérea suelen ser más caros y adquiridos en menor número que los cazas polivalentes, mientras que son más ligeros, pequeños y ágiles que los aviones interceptores.

## Evolución del término

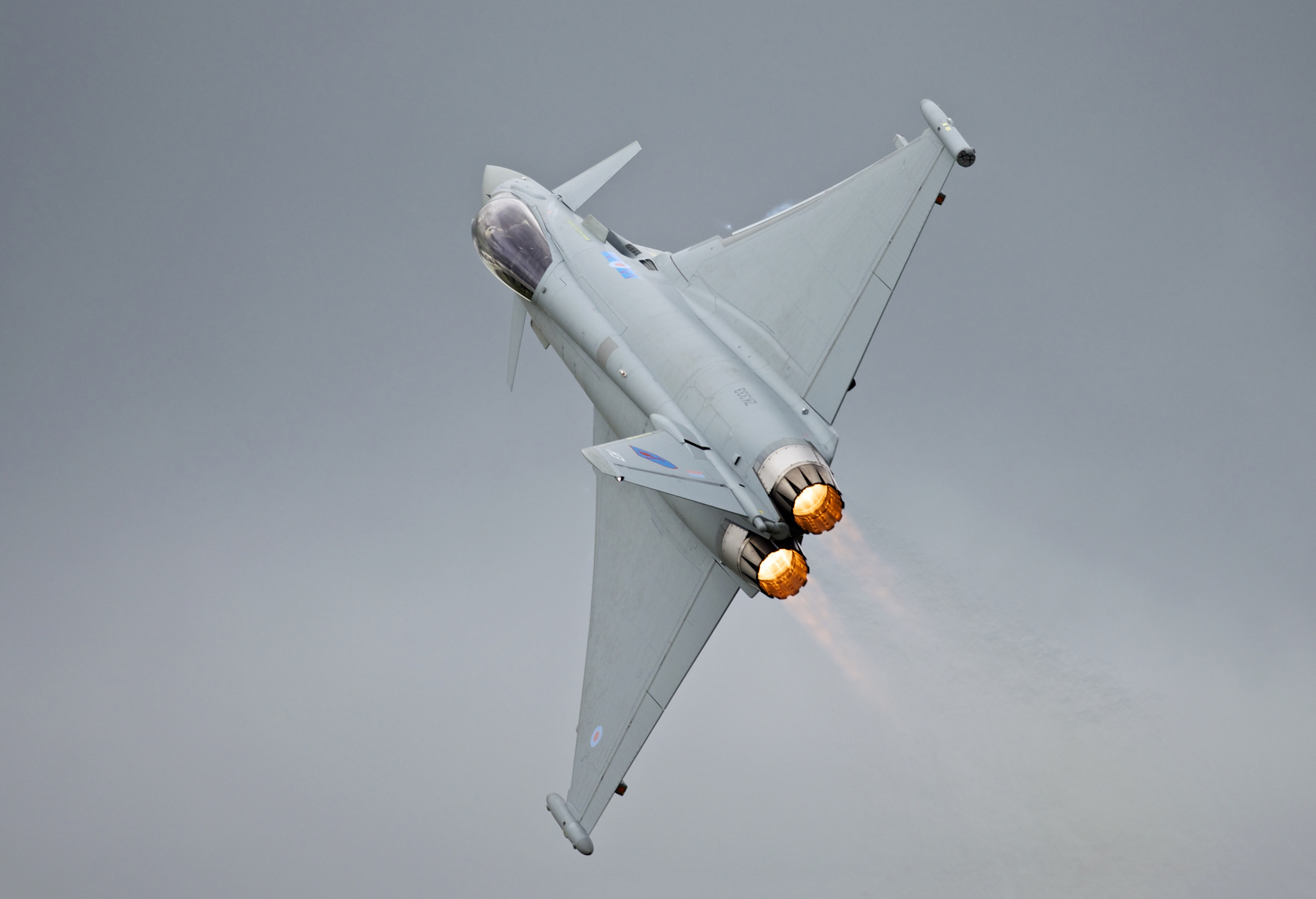
Un Eurofigther Thyphoon de la Real Fuerza Aérea o RAF, en la air tattoo de 2012

Durante la Segunda Guerra Mundial y en la guerra de Corea, los cazas eran clasificados por su rol: caza pesado, interceptor, caza de escolta, caza diurno, etc. Hacia el final de la guerra, esos tipos de cazas comenzaron a fusionarse, de modo que se hicieron más capaces y asumieron más roles de forma individual. Con el desarrollo de los misiles en los años 1950 que podían destruir objetivos más allá del alcance visual, los diseños divergieron entre cazas optimizados para combatir en régimen BVR (Beyond Visual Range, "más allá del alcance visual"), los interceptores; y cazas optimizados para combatir en régimen WVR (Within Visual Range, "dentro del alcance visual"), los cazas de superioridad aérea. En Estados Unidos, los partidarios del BVR pensaban que este régimen remplazaría al WVR, con los compromisos correspondientes en maniobrabilidad y otras características de los aviones de combate que eran cualidades necesarias para el dogfight, o combate cercano del WVR. Este pensamiento llegó a influir en el desarrollo de aviones, como el F-4 Phantom II, que inicialmente no tenía cañón interno.

## Lecciones en combate
La experiencia de combate en la guerra de Vietnam demostró que los partidarios del BVR estaban equivocados. Debido a las restrictivas reglas de enfrentamiento y los defectos de la tecnología de radar y misiles de los años 1960, el combate solía acabar en un combate cercano o dogfight, para el que los cazas y pilotos estadounidenses no estaban preparados y sufrieron varias derrotas. Las lecciones aprendidas en ese conflicto estimularon un replanteamiento de la prioridades de diseño en los aviones de combate estadounidenses, también se crearon los programas TOPGUN de la Armada de los Estados Unidos y RED FLAG de la Fuerza Aérea de los Estados Unidos, desarrollados específicamente para adiestrar a los pilotos en las lecciones del dogfight.

## Cazas de superioridad aérea
Ese replanteamiento desembocó en los conceptos VFAX/VFX de la Armada en los años 1960 y FX (Fighter Experimental) de la Fuerza Aérea de los Estados Unidos en los años 1970, que tuvieron como resultado los cazas F-14 Tomcat y F-15 Eagle respectivamente. El VFX comprometería el rol de superioridad aérea para unas mejores habilidades de interceptación con un radar potente y misiles de largo alcance AIM-54 Phoenix necesarios para destruir grandes flotas de bombarderos a larga distancia. El FX sería un caza de superioridad aérea especializado construido para lucirse en los rangos más cortos del combate aéreo.

## Cazas actuales

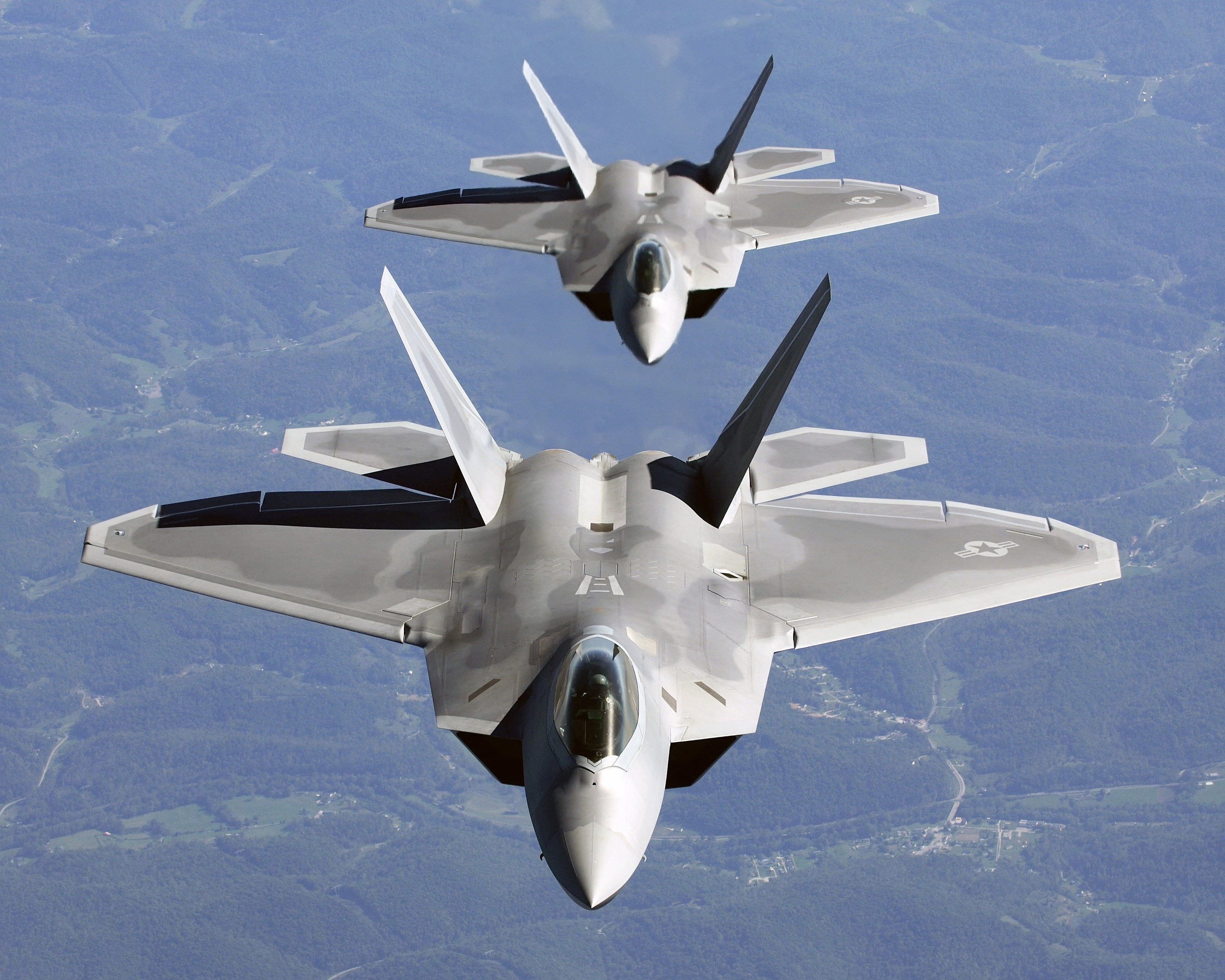
F-22 Raptor estadounidenses.

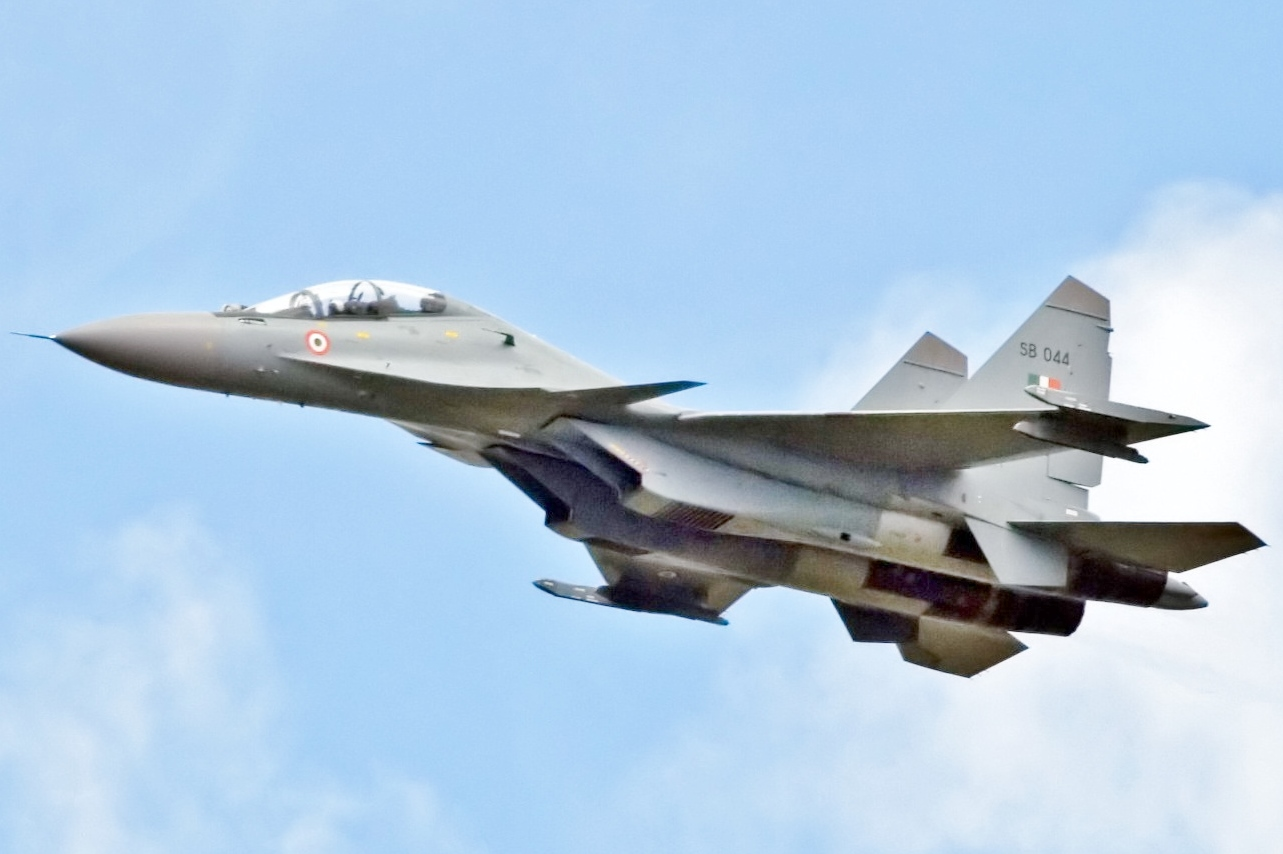
Sujói Su-30MKI de la Fuerza Aérea India.

El Lockheed Martin F-22 Raptor es el caza de superioridad aérea de nueva generación de la Fuerza Aérea de los Estados Unidos (USAF). Este incorpora muchas tecnologías avanzadas como el supersonic cruise without afterburner (supercrucero), alta maniobrabilidad y el empuje vectorial de sus motores. Algún material previo ha clasificado al F-22 como un "caza de superioridad aérea". Este será uno de los cazas de combate tácticos más caros jamás producidos con un costo por unidad de 137 millones de dólares.
El McDonnell Douglas F-15 Eagle (ahora de Boeing) ha sido el principal caza de superioridad aérea de la USAF durante casi 30 años. El F-15 está en servicio con la USAF (F-15C), la Fuerza Aérea de Autodefensa de Japón (F-15J), la Fuerza Aérea Israelí (F-15I) y la Real Fuerza Aérea de Arabia Saudí el (F-15S). Corea del Sur ha seleccionado al F-15K y la Fuerza Aérea de la República de Singapur seleccionó al F-15SG. La Fuerza Aérea estadounidense mantendrá 178 F-15C y 224 F-15E cazas en servicio hasta 2025 los cuales servirán junto con el F-22 Raptor.
El General Dynamics F-16 fue uno de los primeros de cazas polivalentes diseñado para desempeñar tanto superioridad aérea como ataque a tierra. A pesar de no ser un caza de superioridad aérea puro, ha introducido nuevos diseños en este campo, sobre todo en maniobrabilidad y control de vuelo.
Cuando el F-14 Tomcat fue retirado de la primera línea de servicio de la Armada de los Estados Unidos a finales de 2006 fue reemplazado por el caza polivalente F/A-18E/F Super Hornet. Cuando el F-35C llegue a estar operacional asumirá las funciones de caza de superioridad aérea y defensa de la flota en los grupos aéreos embarcados. Este cambio de capacidades indica que la Armada de los Estados Unidos se inclina más por mantener el control del espacio aéreo de la flota en vez de inclinarse por capacidades de intercepción. 
El Sujói Su-35 ("Flanker-E") es el caza ruso más nuevo. Es una moderna actualización del mítico Su-27 Flanker y comparte muchas similitudes con el Su-30MKI. El Su-35 está previsto que sea el último modelo de la familia Flanker. Aunque sea el último Flanker, aún fue mejorado más en el año 2008 con la creación de la versión Su-35BM. Únicamente un pequeño número de Su-35 ha sido introducido por la Fuerza Aérea Rusa, con sólo unos 5 en servicio activo.
El Sujói Su-30MKI es el caza de superioridad aérea principal de la Fuerza Aérea India. El Sukhoi-30 MKI es el excelente resultado de la colaboración entre Sujói, HAL, firmas de aviónica de Francia e Israel y, DRDO para producir un Su-30 personalizado para la India. Se dice que esta versión del Su-30 es la más avanzada de todas las versiones de Su-30 y Su-27 disponibles para países de todo el mundo. El Sukhoi-30 MKI disponible para India es considerado el mejor avión caza en el mundo después del F-22 Raptor. La Fuerza Aérea India dispone de unos 120 de estos aviones en servicio y tiene intención de conseguir un total de 230.
El caza chino Chengdu J-10, así como el Shenyang J-11, a pesar de ser considerados cazas polivalentes, cumplen la función de cazas de superioridad aérea. Pakistán ha adquirido recientemente aviones J-10B a China que constituirán escuadrones de cazas de superioridad aérea. 
El Ejército del Aire Francés tiene al Mirage 2000-5. La nueva generación de cazas polivalentes europeos que están actualmente entrando en servicio son todos capaces de realizar misiones de superioridad aérea, como una de sus muchas funciones. Son los Saab 39 Gripen, Dassault Rafale y Eurofighter Typhoon.
Con el fin de maximizar su eficacia en combate y uso estratégico, los cazas de superioridad aérea serán operados normalmente bajo el control/coordinación de un avión de alerta temprana y control aerotransportado (AEW&C).
| Country                  | Manufacturer                  | Aircraft | Introduced |
| ------------------------ | ----------------------------- | -------- | ---------- |
| United States            | General Dynamics              | F-16     | 1974       |
| United States            | McDonnell Douglas             | F-15     | 1976       |
| United States            | Lockheed Martin               | F-22     | 2005       |
| Japan                    | Mitsubishi Heavy Industries   | F-15J    | 1981       |
| Russia                   | Sukhoi                        | MiG-29   | 1983       |
| Russia                   | Sukhoi                        | Su-27    | 1985       |
| Russia                   | Sukhoi                        | Su-33    | 1998       |
| China                    | Shenyang Aerospace            | J-11     | 1998       |
| China                    | Shenyang Aerospace            | J-15     | 2013       |
| China                    | Chengdu Aerospace             | J-20     | 2017       |
| India                    | Hindustan Aeronautics Limited | Su-30MKI | 2002       |
| Germany/Italy/Spain/U.K. | Eurofighter GmbH              | Typhoon  | 2003       |

Los países con industrias aeroespaciales avanzadas están desarrollando cazas de sexta generación, con énfasis en inteligencia artificial, enjambres de drones acompañantes y capacidades más profundas de sigilo y fusión de sensores:
- NGAD (Next Generation Air Dominance) – Estados Unidos
- FCAS (Future Combat Air System) – Francia, Alemania, España
- Tempest (UK-Japan-Italy Global Combat Air Programme) – Reino Unido, Japón e Italia
- PAK DP (MiG-41) – Rusia (en desarrollo conceptual)